# Große Rausche
Die Große Rausche ist ein 439,5 m ü. NHN hoher Berg auf der Grenze der Gemeinde Neunkirchen und der Stadt Siegen im Kreis Siegen-Wittgenstein in Nordrhein-Westfalen. Er liegt zwischen den Ortsteilen Salchendorf (Neunkirchen) und Eisern (Siegen) im südlichen Siegerland und ist Teil der Rausche neben der Kleinen Rausche südöstlich vom Berg.
Die Grube Rausche lag im Tal des Gutenbachs und war seit mindestens 1872 mit Stollenbau in Betrieb. Eisen, Blei, Zink und Kupfer wurden abgebaut. Um 1900 wurde sie stillgelegt.